# Antique (Band)
Antique ist ein schwedisch-griechisches Pop-Duo das hauptsächlich von 1999 bis 2003 aktiv war. Die Mitglieder sind Elena Paparizou (griech.: Έλενα Παπαρίζου) und Nikos Panagiotidis (griech.: Νίκος Παναγιωτίδης).

## Karriere
Im Jahr 1999 hatte das schwedische Label Bonnier Music die Idee, traditionelle griechische Lieder mit modernen Dance-Rhythmen zu verschmelzen. Sie lernten daraufhin Elena Paparizou und Nikos Panagiotidis, einen Freund von ihr, kennen. Gleich ihre erste Single, eine moderne Version von Notis Sfakianakis Klassiker Opa Opa wurde ein Hit, deren weitere folgten. Als – in Griechenland – relativ unbekannte Band gewannen sie die Vorentscheidung zum Eurovision Song Contest 2001 und durften daher zum Contest nach Kopenhagen fahren. Mit ihrem Popsong (I Would) Die for You erreichten sie den dritten Platz.
Die Gruppe trennte sich 2003. 2019 gab es noch einmal einen Auftritt bei einem 90er-Jahre-Festival. 2022 erschien der Coversong TiTi, im Original von Giorgos Alkeos.

## Diskografie

### Studioalben
| Jahr | Titel                               | Höchstplatzierung, Gesamtwochen, AuszeichnungChartsChartplatzierungen (Jahr, Titel, Platzierungen, Wochen, Auszeichnungen, Anmerkungen) | Anmerkungen                        |
| Jahr | Titel                               | SE | Anmerkungen                        |
| ---- | ----------------------------------- | --- | ---------------------------------- |
| 1999 | Opa Opa / Mera Me Ti Mera           | SE29 (8 Wo.)SE | Erstveröffentlichung: Oktober 1999 |
| 2001 | Die for You / Tha Pethaina Gia Sena | SE16 (9 Wo.)SE | Erstveröffentlichung: Juni 2001    |
| 2003 | Blue Love                           | SE13 (5 Wo.)SE | Erstveröffentlichung: April 2003   |

### Kompilationen
| Jahr | Titel            | Höchstplatzierung, Gesamtwochen, AuszeichnungChartsChartplatzierungen (Jahr, Titel, Platzierungen, Wochen, Auszeichnungen, Anmerkungen) | Anmerkungen                     |
| Jahr | Titel            | SE | Anmerkungen                     |
| ---- | ---------------- | --- | ------------------------------- |
| 2004 | The Very Best of | SE47 (3 Wo.)SE | Erstveröffentlichung: Juni 2004 |

Weitere Alben
- 2000: Antique (EP)
- 2001: Me Logia Ellinika
- 2002: Alli Mia Fora
- 2002: Dance: Re-mixes + Videos
- 2003: Collector’s Edition
- 2006: Collection: Hits & Remixes
- 2014: Greatest Hits & Remixes 2014
- 2014: Axento 2014 Remixes

### Singles
| Jahr | Titel Album                       | Höchstplatzierung, Gesamtwochen, AuszeichnungChartplatzierungen (Jahr, Titel, Album, Platzierungen, Wochen, Auszeichnungen, Anmerkungen) | Höchstplatzierung, Gesamtwochen, AuszeichnungChartplatzierungen (Jahr, Titel, Album, Platzierungen, Wochen, Auszeichnungen, Anmerkungen) | Höchstplatzierung, Gesamtwochen, AuszeichnungChartplatzierungen (Jahr, Titel, Album, Platzierungen, Wochen, Auszeichnungen, Anmerkungen) | Anmerkungen                        |
| Jahr | Titel Album                       | DE | CH | SE | Anmerkungen                        |
| ---- | --------------------------------- | --- | --- | --- | ---------------------------------- |
| 1999 | Opa Opa Mera Me Ti Mera           | DE60 (8 Wo.)DE | CH51 (5 Wo.)CH | SE5 (16 Wo.)SE | Erstveröffentlichung: Juli 1999    |
| 1999 | Dinata Dinata Mera Me Ti Mera     | — | — | SE8 Gold · (19 Wo.)SE | Erstveröffentlichung: Oktober 1999 |
| 2000 | Mera Me Ti Mera                   | — | — | SE45 (4 Wo.)SE | Erstveröffentlichung: Februar 2000 |
| 2001 | (I Would) Die for You Die for You | DE85 (3 Wo.)DE | CH75 (5 Wo.)CH | SE3 Platin · (18 Wo.)SE | Erstveröffentlichung: Mai 2001     |
| 2001 | Ligo Ligo Die for You             | — | — | SE48 (4 Wo.)SE | Erstveröffentlichung: August 2001  |
| 2002 | Follow Me Die for You             | — | — | SE15 (14 Wo.)SE | Erstveröffentlichung: Januar 2002  |
| 2003 | Moro Mou Blue Love                | — | — | SE3 (20 Wo.)SE | Erstveröffentlichung: März 2003    |
| 2003 | Time to Say Goodbye Blue Love     | — | — | SE13 (15 Wo.)SE | Erstveröffentlichung: August 2003  |